# Babooshka
Это статья о песне певицы Kate Bush. О российской рок-группе с таким названием см. Babooshka (группа).

«Babooshka» (с англ. — «Бабу́шка») — песня из альбома британской певицы и композитора Кейт Буш Never for Ever (1980). Выпущена на сингле 5 июля 1980 года. Достигла пятого места в британском хит-параде (всего провела в нём десять недель), второго — в австралийском хит-параде и восьмого — в хит-параде Новой Зеландии. Входит в сборники The Whole Story, Moments of Pleasure – The Best Works 1978–1993.
В записи композиции принимал участие известный шотландский музыкант Джон Гиблин, игравший на безладовой бас-гитаре.
На второй стороне сингла была записана композиция «Ran Tan Waltz», впервые прозвучавшая в новогодней музыкальной телепрограмме Би-би-си Kate 28 декабря 1979 года. Эта композиция, не включённая в альбом Never for Ever, впоследствии была выпущена на сборнике This Woman’s Work: Anthology 1978–1990 (1990).
Кавер-версия композиции «Babooshka» вошла в дебютный альбом In the Sunshine известной английской актрисы Дебры Стивенсон.

## Список композиций
Автор слов и музыки всех песен — Кейт Буш.
7" винил
1. «Babooshka» — 3:28
2. «Ran Tan Waltz» — 2:40

## Факты
- «Babooshka» стала первой композицией Кейт Буш, выпущенной в СССР. Название песни было переведено как «Проказница». Гибкая пластинка с ней, вышедшая в 1983 году, называлась «Послушай музыку».
- Кейт Буш рассказывала, что слово «Babooshka» само всплыло у неё в подсознании во время написания одноимённой песни, и в тот момент она смутно представляла себе его значение, полагая, что это имя принцессы из какой-то русской сказки[3].
- Основное значение слова «babooshka» (чаще пишется «babushka») в английском языке — шаль или платок, сложенный треугольником и надетый на голову с завязанным под подбородком узлом.